# Poststation

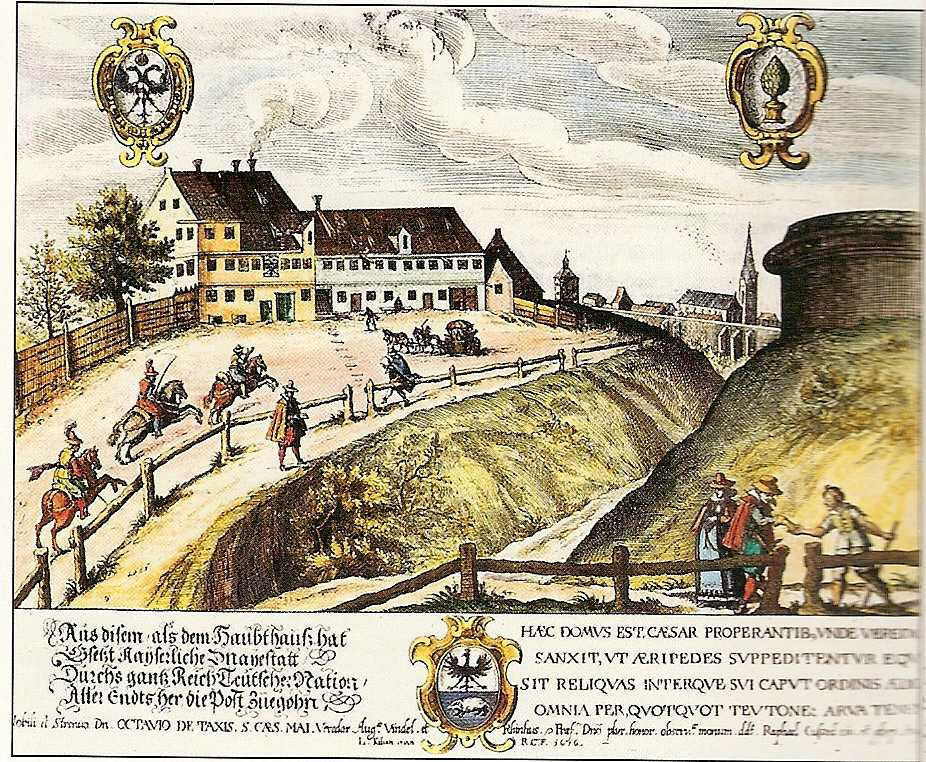
Die außerhalb der Stadtmauern gelegene Poststation Augsburg mit Posthaus, Kupferstich von 1616

Als Poststation bezeichnete man seit der Gründung der Post im Jahre 1490 eine Relaisstation an einem Postkurs, an der die Reiter und Pferde wechselten, während das verschlossene und versiegelte Postfelleisen wie bei einer Staffel weitergereicht wurde.
Eine weitere Aufgabe der Poststationen war es, Kurieren und Postreisenden mit Berechtigungsschein Pferde und eine Begleitung bis zur nächsten Wechselstation zur Verfügung zu stellen, was man aus Sicht der Reisenden als „Postieren“ bezeichnete.
In der Nähe von Poststationen befanden sich oft für die Verpflegung so genannte Speisemeistereien sowie für den Betrieb notwendige Gewerke, wie Schmied und Stellmacher.

## Ursprünge
Bereits die römische Staatspost errichtete ihre Hauptstützpunkte an bedeutenden Handels- und Verkehrsorten (mansiones, später stationes), die zum Ausruhen und Verweilen der Reisenden während der Nacht dienten und meist je eine Tagereise voneinander entfernt waren. Zwischen je zwei Mansiones befanden sich sechs bis acht Mutationes für den Pferdewechsel. Die Bereitstellung der Postpferde oblag den Bewohnern der betreffenden Poststation und bildete einen schweren Frondienst.

## Feste Poststationen

Post- und Vorspannkarte von Ungarn und Siebenbürgen mit Poststationen (1836)

Nach der Neugründung der Post im Jahre 1490 waren die Postreiter mitsamt ihren Pferden zunächst in Herbergen untergebracht, da sich die Postkurse nach dem Aufenthaltsort Maximilians I. richteten und häufig nur kurzfristig bestanden. Mit der endgültigen Einrichtung fester Postkurse spätestens unter Karl V. entstanden auch feste Poststationen. Größere Poststationen, die Vorläufer der Postämter, unterstanden Postmeistern, die im Sprachgebrauch der von den (Thurn und) Taxis betriebenen Kaiserlichen Reichspost als „Postverwalter“ oder Commis bezeichnet wurden. Reine Pferdewechselstationen dagegen unterstanden Posthaltern.
Zur Kontrolle, dass die vorgegebenen Reitzeiten eingehalten wurden, dienten Stundenpässe, auf denen die Leiter der Poststationen die Ankunfts- und Abfertigungszeiten einer Stafette vermerkten.
Durch bestimmte Signale, die mit dem Posthorn geblasen wurden, kündigten die Postreiter oder Postillons bereits vor dem Eintreffen auf der Poststation ihre Ankunft an, damit der Pferdewechsel schneller erfolgen konnte.
Da die Städte nachts die Tore schlossen und die Postreiter Tag und Nacht ritten, lagen die Poststationen anfangs in unbefestigten Dörfern wie Flamisoul und Rheinhausen oder bei Städten außerhalb der Stadtmauern, wie beispielsweise in Augsburg, um eine zügige Abfertigung zu gewährleisten.

## Privilegien
Poststationen waren von Steuern und Frondiensten befreit und standen unter dem Schutz des Kaisers oder Territorialherren. Ein frühes Dokument dafür ist eine Urkunde der Königin Maria von Ungarn, Statthalterin der Niederlande, vom 29. September 1531. Dort bestätigte sie dem Posthalter von Casteau bei Mons, dass er wie die anderen kaiserlichen „Posten“ (Posthalter) von allen Steuern, Salzsteuern, Weinabgaben, Standgeld und sonstigen Lasten befreit sei.

## Neutralität

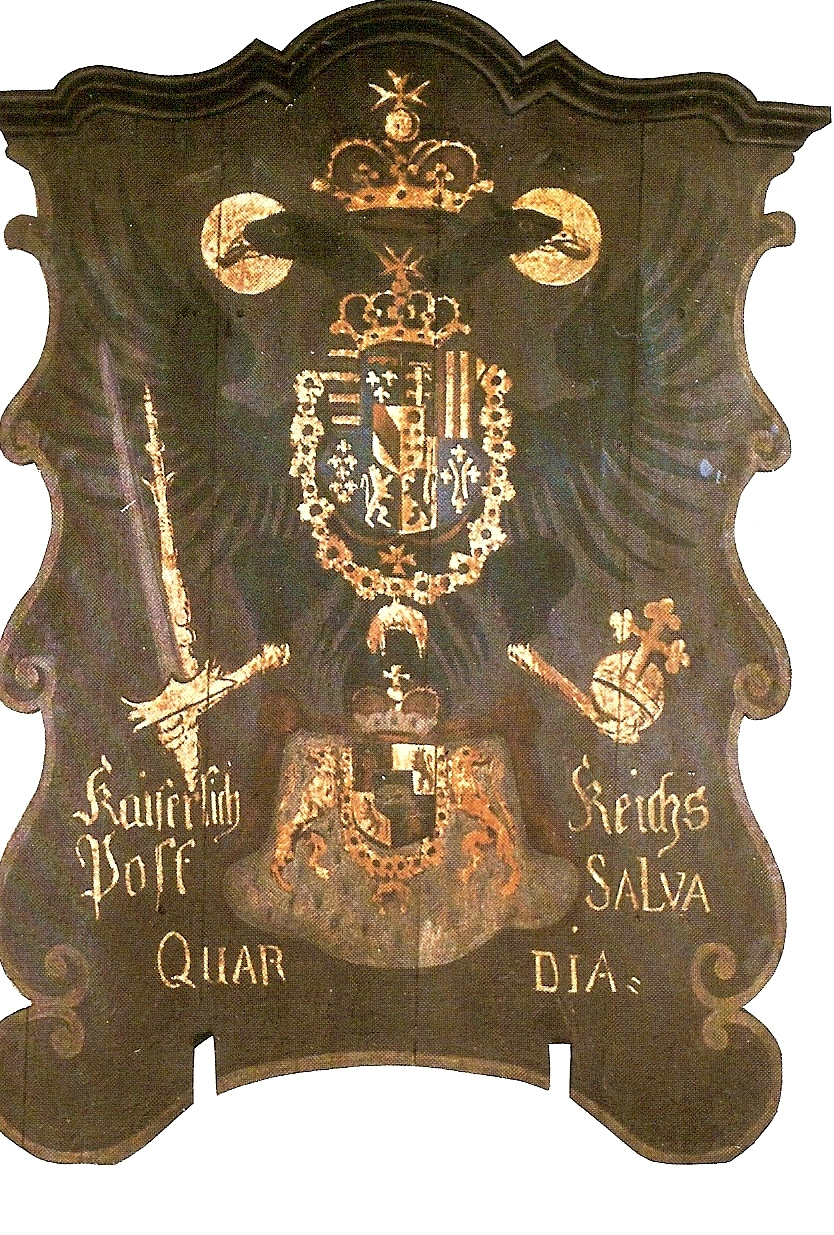
Salvaguardia-Schild mit den Wappen Franzʼ I. und der Familie Thurn und Taxis, 18. Jahrh.

Poststationen galten in Kriegszeiten als neutral und konnten eine Salva Guardia beantragen, die sie vor feindlichen Übergriffen schützen sollte. Trotzdem kam es immer wieder zu Zwischenfällen und Plünderungen, wie beispielsweise im Jahre 1675, was Kaiser Leopold I. zu einem Dekret am 23. April 1675 veranlasste. Danach sollten die Territorialherren die Poststationen besser schützen, damit nicht wieder so etwas geschähe wie in Lieser:
dass bei der unlängst erfolgten französischen Überwältigung und Ausplünderung des Städtleins Lieser seinem dortigen Postverwalter (=Postmeister, Commis), trotz der vorgebrachten königlich französischen Salvaguardia alle seine Habe weggenommen wurde, sogar die Bücher und Briefschaften, mitsamt den Pferden, Sätteln und Zeug. Zusätzlich wurde er erbärmlich mit Schlägen traktiert.

## 21. Jahrhundert / moderne Poststationen
Seit 2021 baut die Deutsche Post / DHL ein Netz von „Poststationen“ aus. Dabei handelt es sich um eine Erweiterung des schon länger existierenden Konzepts der Packstation.
Näheres im Artikel Packstation#Poststation.

## Siehe auch

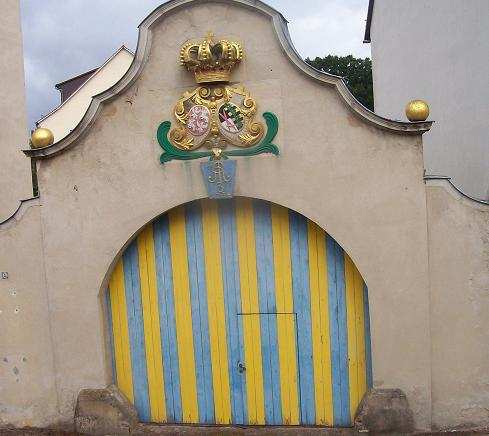
Posttor von 1734 der Kursächsischen Poststation am Crostigall in Wurzen
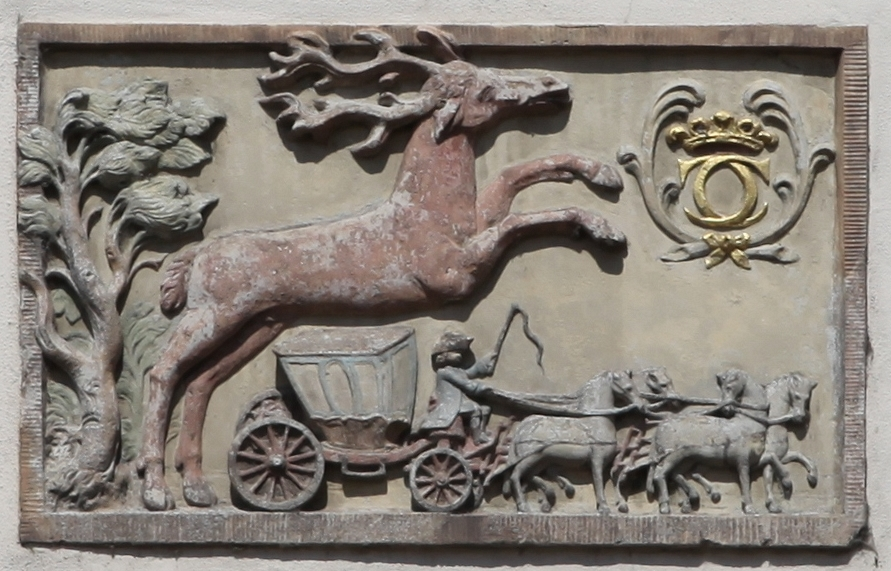
Tafel über dem Eingang des Gasthof „Zum Roten Hirsch“ in Eilenburg, einer ehemaligen Poststation
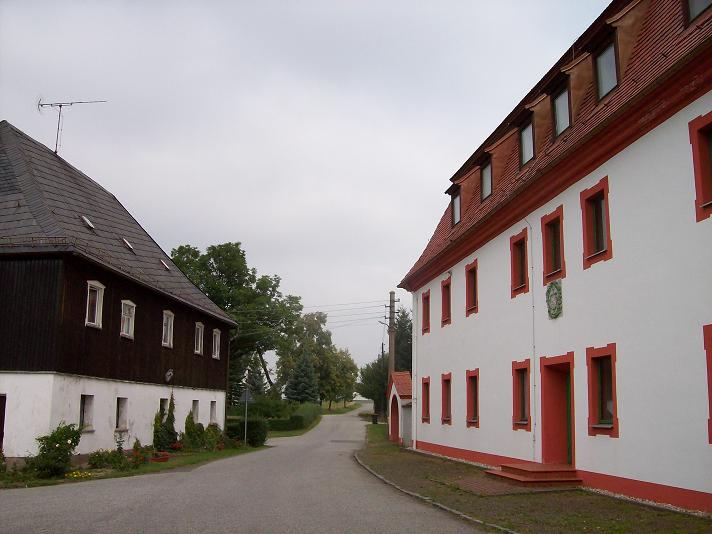
Ehemalige Schmiede und Gasthof mit Poststation in Schweinerden (Panschwitz-Kuckau) im Zuge der Via Regia bei Bautzen in der sächsischen Oberlausitz
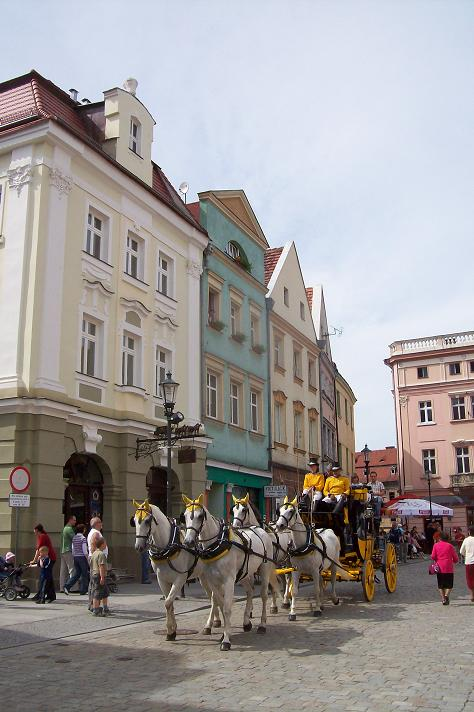
Kursächsische Poststation am Markt in Żary (Sorau) in Polen mit königlich-sächsischer Postkutsche
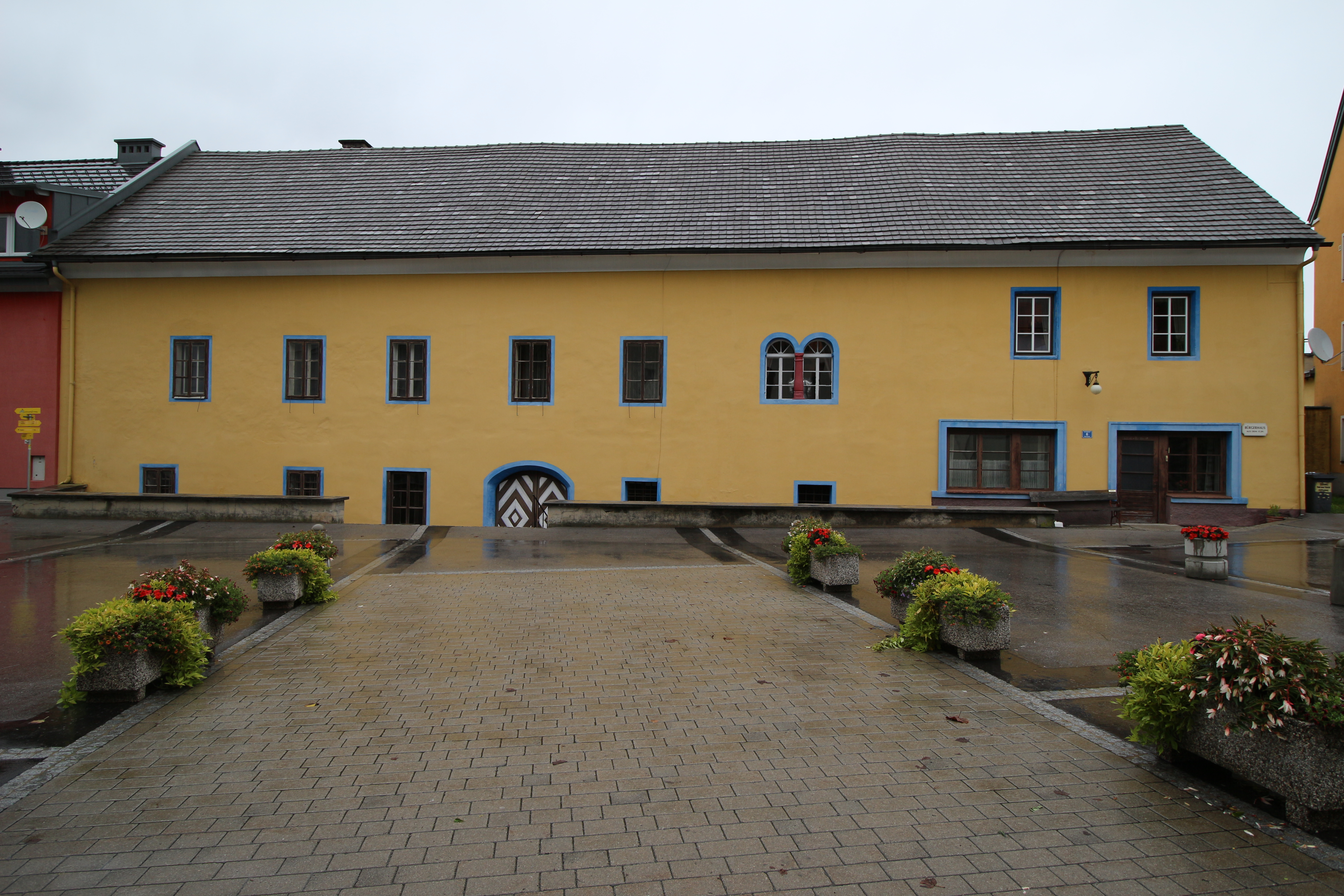
Ehemalige Poststation in Arnoldstein, Kärnten